# Gonzalo Romeu
Gonzalo Romeu (* 13. April 1945 in Havanna) ist ein kubanischer Dirigent, Pianist und Arrangeur.

## Leben und Wirken
Romeu entstammt einer kubanischen Musikerfamilie, der u. a. der Komponist und Pianist Antonio María Romeu, der Dirigent und Komponist Armando Romeu und dessen Kinder, die Pianisten Zenaida und Mario Romeu und der Jazzmusiker Armando Remeu Jr. angehören. Er studierte am Conservatorio Amadeo Roldán bei José Ardévol, Edgardo Martín und Leo Brouwer. In der Sowjetunion studierte er Dirigieren bei Daniil Tjulin und besuchte das Sankt Petersburger Konservatorium und das Moskauer Konservatorium. Seine Lehrer am letzteren waren Ilja Alexandrowitsch Mussin und Odissei Dimitriadi.
Er war Chefdirigent des  Orquesta Sinfónica de Santiago de Cuba und des Orchesters des Gran Teatro de La Habana und stellvertretender Direktor des Orquesta Sinfónica Nacional und trat als Gast mit Sinfonieorchestern in Ungarn, der Sowjetunion und Polen auf. Ab 1995 lebte er in Mexiko, wo er u. a. das Orquesta Sinfónica de Aguas Calientes und das Orquesta Sinfónica Nacional de México
dirigierte.
Für letzteres arrangierte er u. a. Kompositionen von Antonio María Romeu, Carlos Fariñas, Aniceto Díaz, Consejo Valiente Roberts und Abelardo Valdés. Als Komponist und Arrangeur wirkte er an Enrique Pineda Barnets Film La bella del Alhambra und Carlos Barba Salvas Canción para Rachel mit.